# High Pressure
High Pressure is een Amerikaanse filmkomedie uit 1932 onder regie van Mervyn LeRoy.

## Verhaal
De verkoper Gar Evans wordt ingehuurd om de nieuwe uitvinding van dokter Rudolph Pfeiffer aan te prijzen. Door diens ontdekking kan afvalwater worden omgezet in kunstrubber. Nadat Evans enkele goedgelovige zielen heeft overtuigd om aandelen te kopen in de onderneming, verdwijnt Pfeiffer spoorloos. Wanneer hij uiteindelijk weer boven water komt, blijkt hij de hele zaak simpelweg vergeten te hebben. De promotiecampagne van Evans valt in duigen. Om zijn ontgoochelde vriendin Francine Dell te overtuigen weet Evans met zijn vlotte praatjes toch een betere overeenkomst af te sluiten.

## Rolverdeling
| Acteur            | Personage            |
| ----------------- | -------------------- |
| William Powell    | Gar Evans            |
| Evelyn Brent      | Francine Dale        |
| George Sidney     | Kolonel Ginsburg     |
| John Wray         | Jimmy Moore          |
| Evalyn Knapp      | Helen Wilson         |
| Guy Kibbee        | Clifford Gray        |
| Frank McHugh      | Mike Donahey         |
| Oscar Apfel       | Mijnheer Hackett     |
| Ben Alexander     | Geoffrey Weston      |
| Harold Waldridge  | Gus Vanderbilt       |
| Charles Middleton | Mijnheer Banks       |
| Harry Beresford   | Dr. Rudolph Pfeiffer |